# Stapelia gigantea
Stapelia gigantea é uma espécie de Stapelia.

## Sinônimos
- Gonostemon giganteus (N.E.Br.) P.V.Heath
- Stapelia cyclista C.A. Lückh.
- Stapelia marlothii N.E. Br.
- Stapelia meintjesii Verd.
- Stapelia tarantuloides R.A. Dyer
- Stapelia youngii N.E. Br.

## Galeria

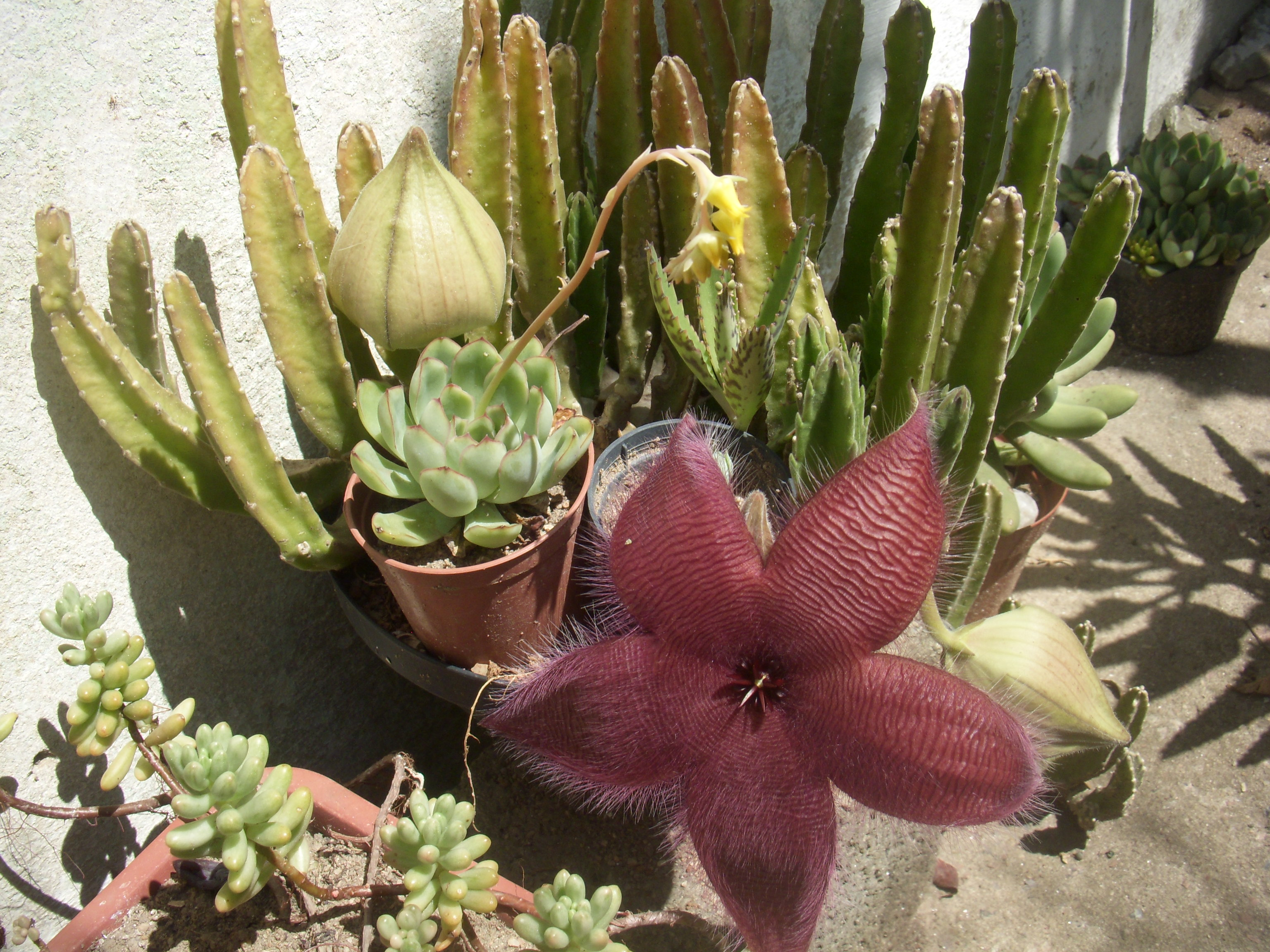
S. gigantea vermelha
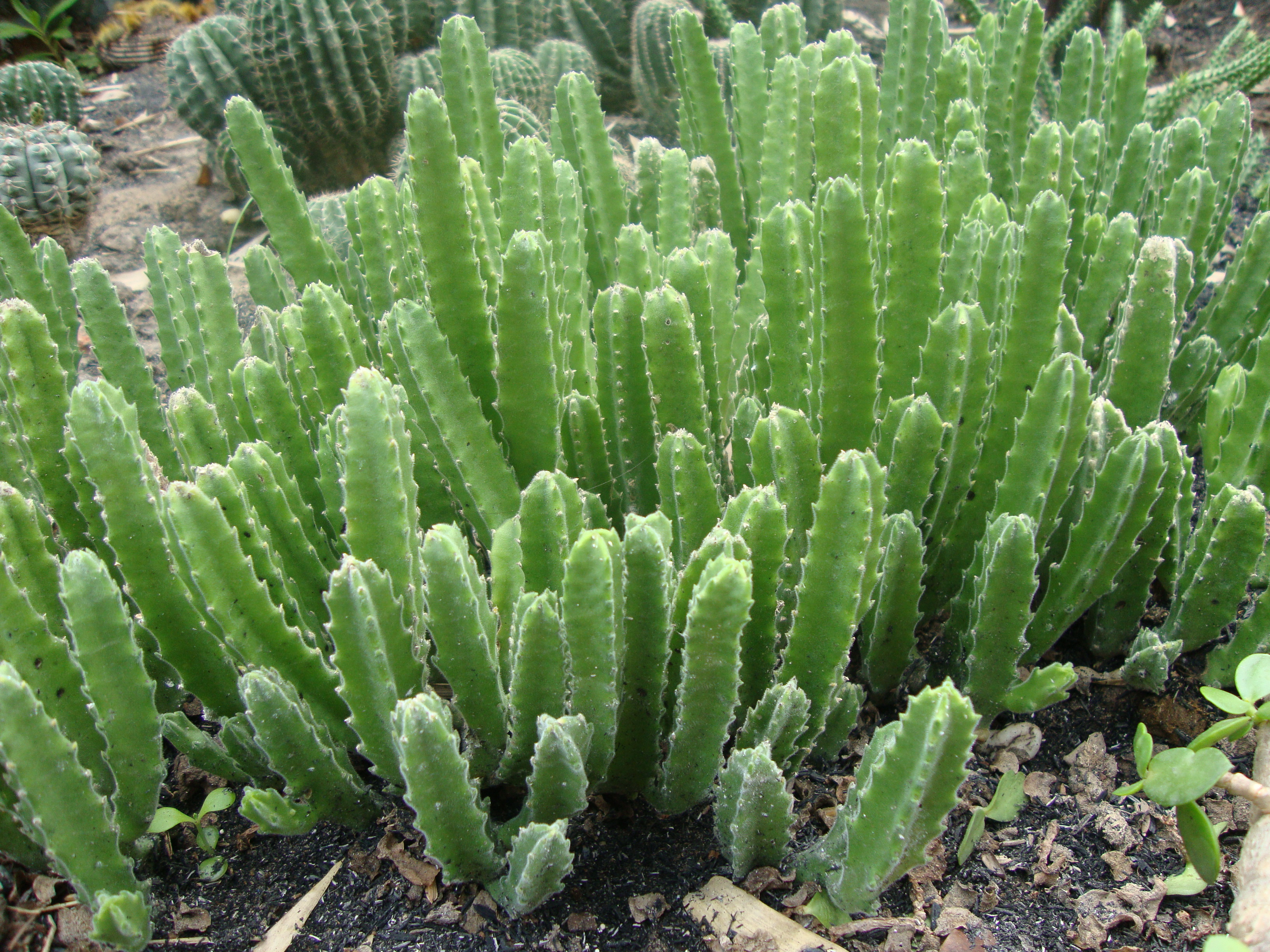